# ナイフ形石器

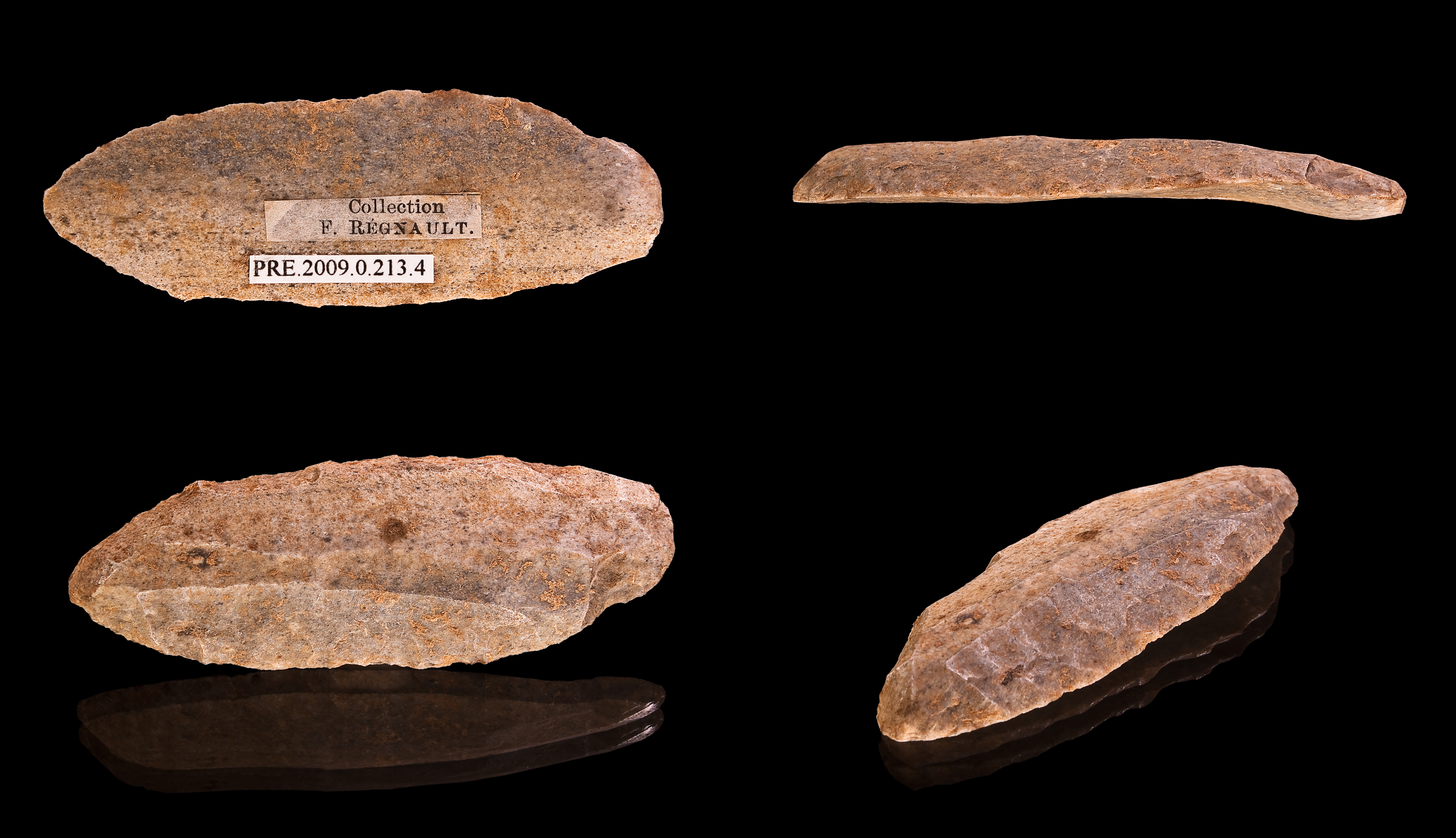
ナイフ形石器

ナイフ形石器（ナイフがた せっき）とは、後期旧石器時代に特徴的な、石刃（刃器）などの剥片に刃潰し剥離（剥片自身がもつ鋭い側縁の一部をナイフの刃のように残し、ほかの側縁を鈍くつぶす調整剥離）を加え、現在のナイフに似た形に仕上げた石器である。海外では先端の尖ったナイフ形石器を尖頭器に含んで扱うことが多いが、日本では両刃の槍先形尖頭器とは区別して片刃の利器をナイフ形石器と呼称する。

## 概略
石刃技法の普遍化とともに現れる石器であり、切り出し小刀のように鋭い刃と先端をもつ突刺形のナイフ形石器とカッターナイフにも似た切截形のナイフ形石器とがある。前者の一部には槍先などの狩猟具もあったが、後者はそのほとんどは加工具として使用された。毛皮や肉、樹皮などを切るために用いられ、磨製の刃よりも格段に鋭利であった。
ナイフ形石器の一種である剥片尖頭器は中国許家窯、峙峪、小南海遺跡から発掘されている。また朝鮮半島にかけてみられる。
この石器群が、主に生産活動に使用された時期を「ナイフ形石器文化期」とも呼ばれ、3万年前頃から1.4万年前頃まで存続する。なお、この文化期の終わり頃の1.5年前かやや遡る頃になると、関東・中部地方を中心に槍先形尖頭器の石槍が現れた。ナイフ形石器を凌駕するようになった。
ナイフ形石器は、製作・使用された時期や地域、素材となった剥片の性質、刃潰し剥離が施された部位、あるいは全体の形の違いなどから、
- 東山型 － 石刃の基部を加工 － 東北地方から北海道網走郡津別町まで分布。山形県小国町東山遺跡で初確認
- 杉久保型 － 縦型石刃の先端部及び基部への刃潰し加工 － 主に中部地方北部から東北地方にかけて分布。長野県信濃町杉久保遺跡で初確認
- 茂呂（もろ）型 － 一縦型石刃の側縁と反対側基部への刃潰し加工 － 主に関東、中部地方南部、東海に分布。　東京都板橋区茂呂遺跡で初確認
- 国府（こう）型 － 横型石刃（翼状剥片）の一側縁への刃潰し加工 － 主に瀬戸内、関西、中国、四国に分布、山形県朝日町まで分布。大阪府藤井寺市国府遺跡で最初に確認されたのでこの名称で呼ばれる。石材は二上山のサヌカイト。同様の製作技術が瀬戸内地方の遺跡からも見つかっているので、それらは瀬戸内技法[2]と名付けられた。
- 九州型 － 基本的に茂呂型と同じであるが小型 － 九州に分布。

などの型式に区分される。なお、北海道にも検出例が増えてきている。こうした地域差が、AT降灰以前に形成されていた証拠が各地で知られるようになってきた。
また、旧石器時代の時期区分や文化の発展段階を検討するうえで、槍先尖頭器や細石器と並んで重要な役割を果たしている。